# Clifton College
Pour les articles homonymes, voir Clifton.
Clifton College est une école indépendante fondée en 1862 à Clifton, près de Bristol dans le sud-ouest de l'Angleterre,,. L'école devient progressivement mixte à partir de 1987. Clifton est l'une des 26 public schools anglaises inscrites dans le Public Schools Yearbook de 1889. Clifton College accueille 720 élèves à l'école supérieure, dont environ un tiers de filles.

## Description
Les bâtiments du collège (Big School) sont conçus par l'architecte Charles Hansom. Une aile est ajoutée en 1866. Le site est un bâtiment classé Grade II. D'autres bâtiments sont progressivement ajoutés, une chapelle (1867), un gymnase (1867). La bibliothèque Percival et des salles de classe sont terminées dans les années 1870-1875, la Wilson Tower est construite en 1890 (bâtiment classé grade II).
Les filles sont admises progressivement, d'abord en Sixth form en 1987, puis dans tous les niveaux de classe. La Polack's House accueille des pensionnaires juifs jusqu'en 2005, et une bourse pour des élèves juifs existe toujours. 
Plusieurs lauréats du prix Nobel sont des anciens élèves de l'école : John Kendrew, prix Nobel de chimie en 1962, John Hicks, prix Nobel d'économie 1972 et Nevill Mott, prix Nobel de physique en 1977.
L'école accueille des garçons et des filles âgés de 13 à 18 ans. Son école préparatoire, Clifton College Preparatory School, accueille des élèves de 8 à 13 ans, tandis qu'une école pré-préparatoire, Butcombe, scolarise des enfants de 3 à 8 ans. 
Pendant la Seconde Guerre mondiale, les élèves sont évacués vers Bude. En février 1941, les bâtiments ont été utilisés par le Royal Army Service Corps comme unité de formation des élèves-officiers. En 1942,  l'armée américaine en a fait le quartier général du 5e corps, puis de la 1ère armée. Le collège est ensuite le quartier général de la 9e armée sous les ordres du général William Hood Simpson

## Anciens élèves
- Joyce Cary, écrivain
- John Hicks, prix Nobel d'économie (1972)
- John Kendrew, prix Nobel de chimie (1962)
- Nevill Mott, prix Nobel de physique (1977)
- Louis de Goüyon Matignon où il reste deux ans seulement, ayant « souffert »[7].

## Galerie

Clifton College
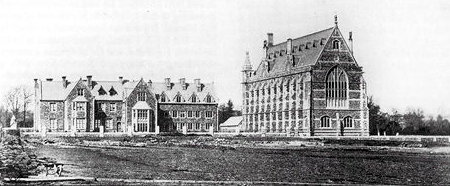
Big School (à droite) peu de temps après sa construction - années 1860
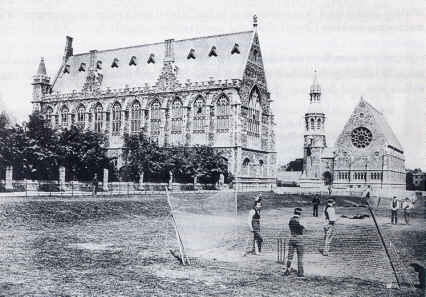
Le collège en 1866
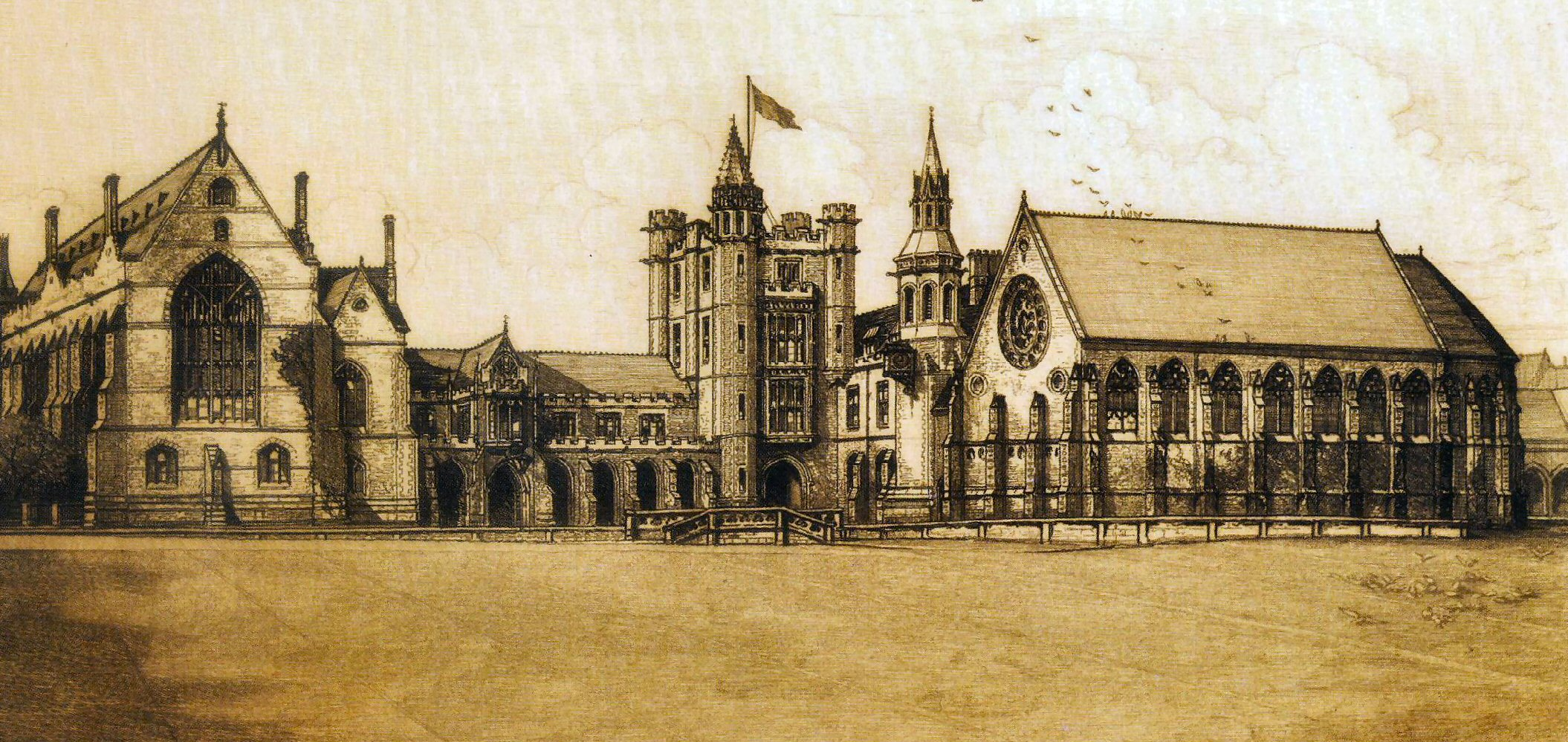
Gravure de 1898
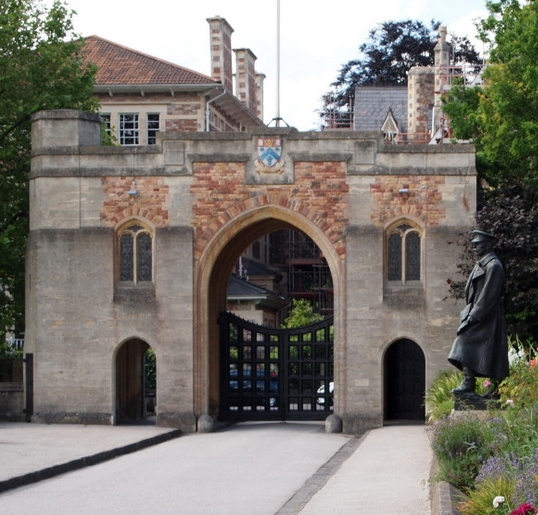
Arche commémorative conçue par Charles Holden